# Aero Boero AB-115
Die Aero Boero AB-115 war ein dreisitziges, einmotoriges Flugzeug. Der abgestrebte Hochdecker wurde von der argentinischen Firma Aero Boero hergestellt und besaß ein festes Spornradfahrwerk. Das Flugzeug war eine Weiterentwicklung der Aero Boero AB-95. Eine Veränderung war ein vergrößerter Tank. Eine Vergrößerung der Reichweite ergab sich dadurch nicht, da der verwendete Motor Lycoming O-235-C 2 A einen höheren Verbrauch hatte.
Das Flugzeug flog zum ersten Mal im März 1969, die Serienfertigung begann im Juli 1969 und endete im Januar 1973.

## Varianten
Aero Boero AB-115BS
Zivile Mehrzweck- bzw. Ambulanzversion
Aero Boero AB-115 Trainer
Schulflugzeug
Aero Boero AB-115/150
Version mit stärkerem Lycoming O-320 Antrieb. Kann als landwirtschaftliches Sprühflugzeug verwendet werden.

## Militärische Nutzer
- Argentinien
  - Luftwaffe: 3 von 1974 bis 1985[3]

## Technische Daten
| Kenngröße             | Daten |
| --------------------- | --- |
| Besatzung             | 1 |
| Passagiere            | 2 |
| Länge                 | 6,90 m |
| Spannweite            | 10,4 m |
| Höhe                  | 2,10 m |
| Flügelfläche          | 16,4 m² |
| Flügelstreckung       | 6,6 |
| Leermasse             | 490 kg |
| max. Startmasse       | 770 kg |
| Reisegeschwindigkeit  | 190 km/h |
| Höchstgeschwindigkeit | 220 km/h |
| Steigrate             | 5 m/s |
| Dienstgipfelhöhe      | 2440 m |
| Reichweite            | 648 km |
| Triebwerke            | 1 × Vierzylinder-Boxermotor Textron Lycoming O-235-C2A mit 85,5 kW (115 hp) Leistung bei einer Drehzahl von 2400 min−1 |